# Navka Planitia
Navka Planitia est une plaine située sur Vénus dans le quadrangle de Navka Planitia. Elle a été nommée en référence à Navka, sirène slave orientale.